# 倫敦穿透深度
在超導體中，倫敦穿透深度（通常記作{\displaystyle \lambda }或{\displaystyle \lambda _{L}}）是指磁場穿進超導體中，並減弱為超導體表面處強度之{\displaystyle {\frac {1}{e}}}時的深度。 倫敦穿透深度一般為50至500奈米。
倫敦穿透深度是由倫敦方程和安培定律推導得出的。 如果考慮一個超導介質佔據x0，而弱外磁場B0作用在z方向。那麼，超導體內的磁感應強度為：
{\displaystyle B(x)=B_{0}\exp \left(-{\frac {x}{\lambda _{L}}}\right),}
其中，{\displaystyle \lambda _{L}} 可以視為磁感應強度減弱原本{\displaystyle {\frac {1}{e}}}時的深度，具體表達為：
{\displaystyle \lambda _{L}=\left({\frac {m}{\mu _{0}nq^{2}}}\right)^{\frac {1}{2}}},
其中， {\displaystyle m}為帶電物體的質量，{\displaystyle q}為電荷，{\displaystyle n} 為數量密度。

## 另見
- 倫敦方程 1935
- 金兹堡－朗道方程 1950